# Laetitia van den Assum
Laetitia van den Assum (1950) is een topdiplomaat, die onder meer actief was als Nederlands ambassadeur in Myanmar (Birma), Thailand, het Verenigd Koninkrijk (Hof van Sint-Jakobus), Kenia (Nairobi), Laos, Cambodja, Mexico, Zuid-Afrika, en Somalië.

## Carrière
Van den Assum behaalde haar diploma Internationaal recht in 1974, aan de Universiteit van Amsterdam. In 1975 behaalde ze haar Master of Laws-graad aan de Columbia-universiteit. Ze begon haar diplomatieke loopbaan in 1977, toen ze aan de slag ging bij het Ministerie van BZ. Eind jaren '70 onderhandelde Van den Assum namens Nederland over het CEDAW verdrag. In 1985 was ze vice-voorzitter van het eerste comité van de Derde wereldconferentie over vrouwen. In de periode 1988-1992 werkte ze voor UNICEF in Tanzania. Wellicht haar meest prominente positie bekleedde ze in 2016/2017, als lid van de, door Kofi Annan geleide, Adviescommissie voor de staat Rakhine.
In haar hoedanigheid als Myanmar-deskundige, schreef Van den Assum diverse opiniestukken voor onder meer NRC, The Diplomat, Nikkei Asia, en Opinio Juris.